# Willkit Greuèl
Willkit Greuèl (* 15. März 1918 in Köln; † 12. Februar 2018) war ein deutscher Theaterschauspieler und Regisseur.

## Leben
Nach dem Abitur 1937 studierte Greuèl Jura, Germanistik und Theaterwissenschaften in Köln, Paris und Hamburg. 1937 und 1938 absolvierte er zudem ein Rollenstudium bei Adolf Manz an der Schauspielschule Köln. Anschließend verlagerte er seinen beruflichen Schwerpunkt auf die Bühne und gab 1938 als „Paul Miecke“ in Axel Ivers’ Parkstraße 13 am Altmärkischen Landestheater Stendal sein Bühnendebüt. Dort spielte er im Bühnenfach des Naturburschen und jugendlichen Komikers bis 1939. Nach einer kurzen Tätigkeit am Freilichttheater Thale war Greuèl bis zum Ende des Zweiten Weltkrieges Soldat. Nach Kriegsende spielte und inszenierte er an Hamburger Bühnen, ehe 1945 ein fester Vertrag als erster Spielleiter und Schauspieler am Rheinischen Landestheater in Solingen folgte. 1946 Moderationen beim Nordwestdeutschen Rundfunk in Hamburg. 1950 wechselte er von Solingen an die Vereinigten Städtischen Bühnen Krefeld-Mönchengladbach. Weitere Bühnenstationen waren Dresden und Karlsruhe. Gastspielreisen führten Greuèl außerdem nach Basel, Paris, Aarhus, Luxemburg, Wien, Salzburg, Klagenfurt, nach Tiflis an das georgische Nationaltheater, an das Rustaweli-Theater, wo er Lessings „Nathan“ verkörperte, sowie an das Mardschanischwili Theater. Darüber hinaus bekleidete der 1986 zum Staatsschauspieler ernannte Künstler von 1979 bis 1981 die Position des Schauspieldirektors und Leitenden Intendanten am Saarländischen Staatstheater.
Greuèl verkörperte im Laufe seiner Bühnenkarriere zahlreiche klassische Rollen. Während seiner Zeit in Solingen gab er den „Franz Moor“ in Schillers Räubern, den „Jago“ in Shakespeares Othello, die Titelrollen im Orest sowie im Fiesco zu Genua und den „Tod“ in Hofmannsthals Jedermann. In den Jahren in Krefeld-Mönchengladbach folgten Charakterrollen wie der „Sakini“ in John Patricks Kleinem Teehaus, der „Junker von Bleichenwang“ in Shakespeares Was ihr wollt, der „Wurm“ in Schillers Kabale und Liebe sowie der „Mortimer“ in Schillers Maria Stuart. Darüber hinaus inszenierte Greuèl Bühnenfassungen von George Bernard Shaws Pygmalion, Goethes Iphigenie auf Tauris, Hans Müller-Schlössers Schneider Wibbel, Heinrich Spoerls Maulkorb, Shakespeares Was ihr wollt und Calderóns Richter von Zalamea.
In Film- und Fernsehproduktionen war Greuèl ein seltener Gast. Hier konnte man ihn beispielsweise im Fernsehkrimi Wer andern eine Grube gräbt aus der Reihe Tatort sehen. Dagegen arbeitete er seit den 1940er Jahren auch umfangreich als Sprecher für Hörspiel und Filmsynchronisation bei der Internationalen Filmunion Remagen sowie am Marcadet-Studio in Paris.

## Auszeichnungen
- 1985: Ernennung zum Ehrenmitglied des Saarländischen Staatstheaters
- 1986: Ernennung zum Staatsschauspieler

## Filmografie
- 1974: Wir pfeifen auf den Gurkenkönig (Regie: Hark Bohm)
- 1977: Tatort – Wer andern eine Grube gräbt …

## Hörspiele
- 1946: Die Affaire Dreyfus; Regie: Kurt Reiss, mit Johannes Thienelt, Franz Schafheitlin, NWDR.
- 1962: Lester Powell: Die Dame schreibt – Regie: Albert C. Weiland (Kriminalhörspiel (8 Teile) – SWR)
- 1964: Der sechste Mann; Regie: Jörg Franz, mit Rüdiger Renn, Arnold Richter, SR.
- 1964: Satans Ende; Regie: Otto Kurth, mit Götz von Langheim, Kaspar Brüninghaus, SR.
- 1964: Der Mann auf der Insel; Regie: Klaus Groth, mit Wolfgang Kieling, Alf Tamin, SR:
- 1964: Otto Heinrich Kühner: Die Übungspatrone (als Sanitätsoffizier) – Regie: Otto Kurth (Hörspiel – SR/BR)
- 1972: Vom frühen Altern des Thomas S.; Regie: Rudolf Debiel, mit Hanns Dieter Hüsch, Liesel Hambach, SR
- 1973: Eduard und Kunigunde; Regie: Jochen Senf, mit Gunter Cremer, Antje Roosch, SR.
- 1974: Die Beerdigung; Regie: Jochen Senf, mit Willy Semmelrogge, Hans Timerding, SR.
- 1976: Ich bin Jolly Ballinger; Regie: Raoul Wolfgang Schnell, mit Tobias Lelle, Angelika Bender, SR.
- 1982: Ein Morgen im Dienst der Schule; Regie: Volker Kühn, mit Jochen Busse, Gerdi Weißenbach, SR.
- 1983: Lenchen Demuth; Regie: Wolfgang Schenck, mit Werner Rundshagen, Götz von Langheim, SR.
- 1984: Der Professor und die Kernenergie; Regie: Gottfried von Einem, mit Paul-Albert Krumm, Jochen Schröder, SR.
- 1985: Dr. John Federbaums Reise durch die Bundesrepublik im August des Jahres 2040, während der beginnenden Eiszeit, von ihm selbst erzählt; Regie: Richard Hey, mit Peter Lieck, Karin Schröder, SR.
- 1986: Der verwaltete Engel. Eine Familiengeschichte in 11 Teilen; Regie: Norbert Schaeffer, mit Alois Garg, Erika Wackernagel, SR.
- 1987: Der Unterschied; Regie: Bernd Lau, mit Walter Gontermann, Ludwig Thiesen, SR.
- 1991: Roberte und Gulliver; Regie: Norbert Schaeffer, mit Christine Davis, Wolfgang Höper, SWF
- 1992: Kontrollierte Gefühle; Regie: Manfred Hess, mit Christoph Eichhorn, Christine Heiß, Andreas Hackert, Moritz Stoepel, Andrea Kopsch, Hans Mittermüller, Walter Renneisen, Willkit Greuèl, HR